# Leon Russell
Leon Russell, geboren als Claude Russell Bridges (Lawton (Oklahoma), 2 april 1942 - Nashville, 13 november 2016) was een Amerikaans zanger, gitarist, pianist en liedjesschrijver. Russell is het meest bekend als sessiemuzikant en werkte samen met een schier oneindige lijst van muzikanten en groepen.

## Biografie
Russell begon zijn muzikale carrière op veertienjarige leeftijd toen hij in nachtclubs in Tulsa speelde. Twee jaar later vertrok hij naar Los Angeles, waar hij gitaarles kreeg van James Burton. Hij kon zich aansluiten bij een groep studiomuzikanten van producer Phil Spector en was als zodanig betrokken bij hits van The Byrds, Gary Lewis and the Playboys en Herb Alpert. In 1967 bouwde hij een eigen opnamestudio en maakte zijn eerste album: Look Inside the Asylum Choir.
Voor Joe Cocker schreef hij het nummer Delta Lady, dat zijn eerste hit was als liedjesschrijver. Voor Cocker organiseerde Russell vervolgens de "Mad Dogs & Englishmen"-tour. Het nummer Superstar, dat tijdens die tour door Rita Coolidge werd gezongen, werd een grote hit voor onder anderen The Carpenters en Luther Vandross. Russell bracht in dat jaar ook een eigen album uit onder de titel Leon Russell.
In 1971 speelde Russell op uitnodiging van George Harrison piano op het Badfinger-album Straight Up, waarvan het nummer Day after day een hit zou worden. De opnamen voor dit album moesten worden onderbroken voor het optreden van Russell en Badfinger op het benefiet-Concert for Bangladesh in New York, dat door Harrison in samenwerking met Ravi Shankar werd georganiseerd. Daarbij was voor Russell een hoofdrol weggelegd als zanger van een medley van Jumpin' Jack Flash en Young Blood. In dat jaar bracht Russell twee eigen albums uit: Leon Russell And The Shelter People en Asylum Choir II en werkte hij met B.B. King, Eric Clapton, Freddy King en Bob Dylan.
Russell trouwde in 1975 met Mary McCreary, zangeres in Little Sister, de achtergrondzangersgroep van Sly & the Family Stone. Samen maakten zij The Wedding Album in 1976 en Make Love to the Music in 1977. Samen met Willie Nelson had Russell een hit met het Elvis Presley-nummer Heartbreak Hotel en vervolgens toerde hij twee jaar met New Grass Revival.
Sinds de jaren tachtig trad Leon Russell wat meer op de achtergrond, hoewel hij incidenteel nog albums uitbracht en optrad.
Het nummer Oude Maasweg van de Nederlandse band The Amazing Stroopwafels is grotendeels gebaseerd op Russells Manhattan Island Serenade.
Russell werd in 2006 opgenomen in de Oklahoma Music Hall of Fame en in 2011 in de Rock and Roll Hall of Fame. Hij werd in juli 2016 succesvol aan zijn hart geopereerd, maar overleed in november van dat jaar na een hartaanval. Russell werd 74 jaar oud.

## Discografie

### Albums
| Album met eventuele hitnotering(en) in de Nederlandse Album Top 100 | Datum van verschijnen | Datum van binnenkomst | Hoogste positie | Aantal weken | Opmerkingen    |
| ------------------------------------------------------------------- | --------------------- | --------------------- | --------------- | ------------ | -------------- |
| The union                                                           | 22-10-2010            | 30-10-2010            | 60              | 3            | met Elton John |

| Album met hitnotering(en) in de Vlaamse Ultratop 200 albums | Datum van verschijnen | Datum van binnenkomst | Hoogste positie | Aantal weken | Opmerkingen    |
| ----------------------------------------------------------- | --------------------- | --------------------- | --------------- | ------------ | -------------- |
| The union                                                   | 2010                  | 06-11-2010            | 66              | 2            | met Elton John |

### Overige albums
- 1966 Rhapsodies for Young Lovers - Leon Russell / Midnight string quartet
- 1968 Look Inside the Asylum Choir - Leon Russell / Marc Benno
- 1970 Leon Russell - Leon Russell
- 1971 Leon Russell And The Shelter People - Leon Russell
- 1971 Asylum Choir II - Leon Russell / Marc Benno
- 1972 Carney - Leon Russell
- 1973 Leon Live - Leon Russell
- 1973 Hank Wilson's Back - Leon Russell
- 1973 Leon Russell, Looking Back - Leon Russell / Various Wrecking Crew.
- 1974 Stop All That Jazz - Leon Russell
- 1975 Will O' the Wisp - Leon Russell
- 1976 Best of Leon Russell (DCC / Shelter) - Leon Russell
- 1976 Wedding Album - Leon & Mary Russell
- 1977 Make Love to the Music - Leon & Mary Russell
- 1978 Americana - Leon Russell
- 1979 Willie & Leon - Leon Russell
- 1979 Life and Love - Leon Russell
- 1981 The Live Album - Leon Russell & New Grass Revival
- 1984 Hank Wilson, Vol. 2 - Leon Russell
- 1984 Solid State - Leon Russell
- 1989 Leon Russell [Bonus Tracks] - Leon Russell
- 1992 Anything Can Happen - Leon Russell
- 1992 Crazy Love - Leon Russell
- 1992 Collection - Leon Russell
- 1995 Hymns of Christmas - Leon Russell
- 1996 Gimme Shelter: The Best of Leon Russell - Leon Russell
- 1997 Retrospective - Leon Russell
- 1998 Hank Wilson, Vol. 3: Legend in My Time - Leon Russell
- 1999 Face in the Crowd - Leon Russell
- 1999 Blues: Same Old Song - Leon Russell
- 2000 Live at Gilley's - Leon Russell
- 2001 Best of Leon Russell [EMI-Capitol Special Markets] - Leon Russell
- 2001 Guitar Blues - Leon Russell
- 2001 Signature Songs - Leon Russell
- 2001 Rhythm & Bluegrass: Hank Wilson, Vol. 4 - Leon Russell & The Newgrass Revival
- 2002 Moonlight & Love Songs (with the Nashville Symphony Orchestra) - Leon Russell
- 2003 Bad Country - Leon Russell
- 2003 Almost Piano - Leon Russell
- 2006 A Mighty Flood - Leon Russell
- 2006 Angel In Disguise - Leon Russell
- 2008 In Your Dreams - Leon Russell
- 2010 The Union - Elton John / Leon Russell
- 2014 Life Journey - Leon Russell

- Biblioteca Nacional de España: XX1726056
- Bibliothèque nationale de France: cb148233482 (data)
- CiNii: DA15982189
- Gemeinsame Normdatei: 134504747
- International Standard Name Identifier: 0000 0003 6597 6891
- Library of Congress Control Number: n82010443
- Nationale Bibliotheek van Letland: 000079200
- MusicBrainz: d4cc0ed5-0f76-4188-9e14-2a23ca12188a
- Nationale Bibliotheek van Tsjechië: xx0133732
- Nationale Bibliotheek van Israël: 987007334859605171
- Nederlandse Thesaurus van Auteursnamen: 07079426X
- Istituto Centrale per il Catalogo Unico: CFIV181451
- SNAC: w65t7j9z
- Virtual International Authority File: 49489775
- WorldCat: E39PBJjtbbw34gcjMBMXjBtHYP